# Goerz Photochemische Werke
Die Goerz Photochemische Werke G.m.b.H. wurde 1908 von Carl Paul Goerz in der Holsteinischen Straße 42 in der Landgemeinde Friedenau (ab 1920: Berlin-Friedenau) gegründet, in unmittelbarer Nachbarschaft des Stammsitzes der Optische Anstalt C. P. Goerz AG in der Rheinstraße 45–46. Die Photochemische Werke GmbH war von der Goerz AG aber weitgehend unabhängig und produzierte Rollfilme sowie Filmpacks für den Amateurbedarf, aber auch Filmmaterial für die noch junge Kinoindustrie. 1918 zogen die Optische Anstalt und die Photochemischen Werke in das neue „Goerzwerk“ in Schönow, Goerzallee (damals Landgemeinde Zehlendorf). Nach Bildung der Zeiss-Ikon AG im Jahr 1926 wurden die Photochemischen Werke zwei Jahre später als selbstständiges Unternehmen aufgelöst, jedoch lief die Produktion von Rohfilmen im Goerzwerk weiter.